# جودي بارفيت
جودي بارفيت  (بالإنجليزية: Judy Parfitt)‏ ممثلة بريطانية من مواليد 7 نوفمبر 1935.

## من أفلامها
- 2003، فتاة ترتدي قرطا من اللؤلؤ

## روابط خارجية
- جودي بارفيت على موقع IMDb (الإنجليزية)
- جودي بارفيت على موقع قاعدة بيانات الأفلام العربية
- جودي بارفيت على موقع ألو سيني (الفرنسية)
- جودي بارفيت على موقع ميوزك برينز (الإنجليزية)
- جودي بارفيت على موقع أول موفي (الإنجليزية)
- جودي بارفيت على موقع قاعدة بيانات برودواي على الإنترنت (الإنجليزية)
- جودي بارفيت على موقع قاعدة بيانات الأفلام السويدية (السويدية)
- جودي بارفيت على موقع إن إن دي بي (الإنجليزية)
- جودي بارفيت على موقع قاعدة بيانات الفيلم (الإنجليزية)
- جودي بارفيت على موقع كينوبويسك (الروسية)